# Paul Rhys
Paul Rhys (Neath, Glamorgan; 19 de diciembre de 1963) es un actor británico conocido por su participaciones en el cine, la televisión y el teatro.

## Biografía
Es hijo de Kathryn Ivory y de Richard Charles Rhys. 
Estudió en la escuela Royal Academy of Dramatic Art (RADA) (Real Academia de Arte Dramático), de la que es un miembro asociado.
Salió con la actriz australiana Arkie Whiteley.
Tiene una hija Madeleine Barbara Rhys nacida en el 2006 con la guionista americana Katherine Fugate.

## Carrera
En 1990 apareció en la película Vincent & Theo donde interpretó a Theodore "Theo" Van Gogh, un exitoso marchante de arte neerlandés y hermano menor del famoso pintor Vincent van Gogh (Tim Roth). Ese mismo año apareció en Opium Eaters donde interpretó al periodista y escritor británico del romanticismo Thomas de Quincey.
En 1992 se unió a la película Chaplin donde interpretó a Sydney Chaplin, el hermano de Charles Chaplin (Robert Downey Jr.) a quien introduce en el mundo del espectáculo.
En 1993 apareció en la miniserie británica Gallowglass donde interpretó a Sandor, un joven que salva a Joe (Michael Sheen) de suicidarse y que a partir de eso le exige a Joe su lealtad y lo convence de secuestrar a Nina (Arkie Whitely), una joven mujer casada con la cual Sandor está obsesionado.
En 1997 apareció en A Dance to the Music of Time donde interpretó a Charles Stringham, en la serie trabajó junto a los actores James Purefoy, Edward Fox y Miranda Richardson.
En el 2000 apareció en la miniserie británica Anna Karenina donde dio vida a Nikolai.
En el 2002 apareció en la película Food of Love donde interpretó a Richard Kennington, un renombrado pianista e ídolo personal de Paul Porterfield (Kevin Bishop).
En el 2005 se unió al elenco principal de la miniserie Beethoven donde interpretó al compositor Ludwig van Beethoven. Ese mismo año apareció en la película de terror estadounidense  Hellraiser: Deader, la séptima entrega de las películas Hellraiser.
En el 2008 apareció en el quinto episodio de la séptima temporada de la exitosa serie de espías Spooks donde dio vida a Alexis Meynell, un banquero el cual la Sección D cree que intenta llevar a la bancarrota al país.
En el 2009 interpretó al príncipe Charles en la serie The Queen.
En el 2010 apareció en varios episodios de la segunda temporada de la serie británica Being Human donde interpretó a Ivan, un vampiro de 237 años quien junto a su pareja Daisy Hannigan-Spiteri (Amy Manson) viajan por el mundo como turistas
En el 2011 apareció como invitado en un episodio de la serie francesa-alemana Borgias donde interpretó al famoso pintor florentino, escritor, ingeniero e inventor Leonardo da Vinci. También apareció en la miniserie Great Expectations donde dio vida al antagonista Compeyson, quien utiliza su estatus personal, amistades y amor para obtener ganancias personales y sacarlo de problemas, Compeyson es el responsable de haber dejado a la señorita Havisham (Gillian Anderson) ante el altar años atrás.
Ese mismo año apareció en la serie canadiense Murdoch Mysteries donde dio vida al doctor Llewllyn Francis un patólogo de Scotland Yard con mal temperamento, quien remplaza a la doctora Julia Ogden quien había dejado su trabajo para mudarse a Nueva York.
En el 2013 apareció como invitado en la serie Da Vinci's Demons donde interpretó al misterioso príncipe de Valaquia  Vlad Dracula III, quien se encuentra con Leonardo da Vinci (Tom Riley) e intenta matarlo.

## Filmografía

### Series de televisión
| Año         | Título                       | Personaje            | Notas                              |
| ----------- | ---------------------------- | -------------------- | ---------------------------------- |
| 2016        | Victoria                     | Sir John Conroy      |                                    |
| 2015        | TURN                         | Rey George III       | 2 episodios                        |
| 2013, 2015  | Da Vinci's Demons            | Vlad Dracula III     | 4 episodios                        |
| 2014        | The Assets                   | Aldrich Ames         | 8 episodios - miniserie            |
| 2013 - 2014 | Borgias                      | Leonardo da Vinci    | 6 episodios                        |
| 2011        | Great Expectations           | Compeyson            | 3 episodios - miniserie            |
| 2011        | Moving On                    | Andy                 | episodio "Donor"                   |
| 2011        | Murdoch Mysteries            | Dr. Llewllyn Francis | 3 episodios                        |
| 2010        | New Tricks                   | Sebastian Carter     | episodio "Dead Man Talking"        |
| 2010        | Luther                       | Lucien Burgess       | episodio # 1.3                     |
| 2010        | Being Human                  | Ivan                 | 5 episodios                        |
| 2009        | The Queen                    | Príncipe Charles     | episodio "The Enemy Within"        |
| 2008        | Spooks                       | Alexis Meynell       | episodio # 7.5                     |
| 2008        | Agatha Christie's Poirot     | Robin Upward         | episodio "Mrs McGinty's Dead"      |
| 2008        | Bonekickers                  | Edward Laygass       | episodio "Army of God"             |
| 2005        | Beethoven                    | Ludwig van Beethoven | 3 episodios - miniserie            |
| 2005        | Timewatch                    | Cicero               | episodio "Murder in Rome"          |
| 2003        | Murder in Mind               | Matthew Hopkins      | episodio "Echoes "                 |
| 2002        | I Saw You                    | Ben Walters          | -                                  |
| 2001        | The Cazalets                 | Rupert Cazalet       | 5 episodios                        |
| 2000        | Anna Karenina                | Nikolai              | miniserie                          |
| 2000        | Randall & Hopkirk (Deceased) | Douglas Milton       | episodio "Paranoia"                |
| 1997        | A Dance to the Music of Time | Charles Stringham    | 3 episodios - miniserie            |
| 1996        | Kavanagh QC                  | Sam Wicks            | episodio "Job Satisfaction"        |
| 1993        | Gallowglass                  | Sandor               | 2 episodios - miniserie            |
| 1992        | Chillers                     | -                    | episodio "A Bird Poised to Fly"    |
| 1990        | Screen Two                   | Amable Massis        | episodio "102 Boulevard Haussmann" |
| 1987        | My Family and Other Animals  | George               | -                                  |

### Películas
| Año  | Título                                                        | Personaje            | Notas                                                                           |
| ---- | ------------------------------------------------------------- | -------------------- | ------------------------------------------------------------------------------- |
| 2024 | Widow Clicquot                                                | Droite               |                                                                                 |
| 2011 | Eliminate: Archie Cookson                                     | Archie Cookson       | junto a Claire Skinner, Georgia King, Paul Ritter y Richard Cambridge           |
| 2010 | When Harvey Met Bob                                           | Paul McCartney       | junto a Domhnall Gleeson, Ian Hart y Antonia Campbell-Hughes                    |
| 2010 | Agatha Christie Marple: The Blue Geranium                     | Lewis Pritchard      | junto a Julia McKenzie, Sharon Small, Toby Stephens y Kevin McNally             |
| 2007 | Unknown Things                                                | Hoogstraten          | junto a Elsa Zylberstein, David Hayman y Saskia Reeves                          |
| 2006 | The Ten Commandments                                          | Ramses               | junto a Dougray Scott, Linus Roache, Naveen Andrews y Mía Maestro               |
| 2005 | Hellraiser: Deader                                            | Winter               | junto a Simon Kunz, Marc Warren, Doug Bradley y Karu Wuhrer                     |
| 2005 | Murder in Rome                                                | Cicero               | junto a Penny Downie, Andrew Greenough y Owen Teale                             |
| 2003 | The Deal                                                      | Peter Mandelson      | junto a David Morrissey, Michael Sheen, Dexter Fletcher e Ian Hanmore           |
| 2003 | Y Mabinogi                                                    | Lord Pwyll           | junto a Matthew Rhys, Ioan Gruffudd y Anton Lesser                              |
| 2003 | Vacumm                                                        | Adam                 | cortometraje                                                                    |
| 2002 | Food of Love                                                  | Richard Kennington   | junto a Juliet Stevenson, Kevin Bishop, Allan Corduner y Geraldine McEwan       |
| 2002 | The Lives of Animals                                          | -                    | junto a Eileen Atkins                                                           |
| 2001 | From Hell                                                     | Doctor Ferral        | junto a Johnny Depp, Ian Holm, Robbie Coltrane, Ian Richardson y Heather Graham |
| 2001 | The Innocent                                                  | David Pastorov       | junto a Clare Holman, Peter O'Brien, Michael Cochrane y Ben Miles               |
| 2000 | I Saw You                                                     | Ben Walters          | junto a Fay Ripley, Jeff Rawle y Adam James                                     |
| 1999 | Love Lies Bleeding                                            | Jonathan             | junto a Malcolm McDowell, Wayne Rogers y Faye Dunaway                           |
| 1999 | The Strange Case of Delphina Potocka or The Mystery of Chopin | Chopin               | junto a Vernon Dobtcheff, Roger Hammond y Corin Redgrave                        |
| 1995 | The Haunting of Helen Walker                                  | Edward Goffe         | junto a Valerie Bertinelli, Michael Gough y Diana Rigg                          |
| 1995 | Blood and Water                                               | Capt. Peter Buckle   | junto a Moira Brooker, Ian Shaw y Nicholas Farrell                              |
| 1994 | A Summer Day's Dream                                          | Christopher          | junto a Paul Bhattacharjee, John Gielgud, Rosemary Harris y Saskia Reeves       |
| 1994 | Nina Takes a Lover                                            | Fotógrafo            | junto a Laura San Giacomo, Michael O'Keefe, Cristi Conaway y Fisher Stevens     |
| 1994 | The Healer                                                    | Dr. John Lassiter    | junto a Geraldine James, Julie Covington y Michael Britton                      |
| 1992 | Chaplin                                                       | Sydney Chaplin       | junto a Robert Downey Jr., Geraldine Chaplin, Moira Kelly y Anthony Hopkins     |
| 1992 | Rebecca's Daughters                                           | Anthony Raine        | junto a Peter O'Toole, Joely Richardson y Keith Allen                           |
| 1991 | Becoming Colette                                              | Chapo                | junto a Klaus Maria Brandauer, Mathilda May y Virginia Madsen                   |
| 1990 | Vincent & Theo                                                | Theo Van Gogh        | junto a Tim Roth, Jean-François Perrier y Yves Dangerfield                      |
| 1990 | Opium Eaters                                                  | Thomas de Quincey    | junto a Peter Mullan                                                            |
| 1989 | Spirit                                                        | Douglas Rimmer       | junto a Amelda Brown, Cristina Burroni y Francesco Burroni                      |
| 1988 | Tumbledown                                                    | Hugh MacKessac       | junto a Colin Firth, David Calder, Mark Williams y Paul Higgins                 |
| 1988 | Little Dorrit                                                 | Caballero            | junto a Alec Guinness, Derek Jacobi, Joan Greenwood y Miriam Margolyes          |
| 1988 | The Heroes                                                    | Ivan Lyon            | junto a John Bach, John Bonney, David Wenham, Cameron Daddo y John Ewart        |
| 1987 | Lionheart                                                     | Alcalde de la Ciudad | junto a Eric Stoltz, Gabriel Byrne, Dexter Fletcher y Deborah Moore             |
| 1987 | The Spirit                                                    | -                    | junto a Sam J. Jones, Bumper Robinson, Daniel Davis y Philip Baker Hall         |
| 1986 | Absolute Beginners                                            | Dean Swift           | junto a Patsy Kensit, David Bowie, James Fox, Ray Davies y Steven Berkoff       |

### Teatro
| Año  | Obra                          | Personaje   | Director (a)     | Teatro                      | Notas                                                       |
| ---- | ----------------------------- | ----------- | ---------------- | --------------------------- | ----------------------------------------------------------- |
| 2012 | The Master and Margarita      | Maestro     | Simon McBurney   | -                           | junto a Sinead Matthews, Richard Katz y Susan Lynch         |
| 2005 | Paul                          | Paul        | Howard Davies    | National Theatre            | junto a Kellie Bright, Richard Dillane y Adam Godley        |
| 2004 | Measure for Measure           | Angelo      | -                | National Theatre            | -                                                           |
| 1999 | Hamlet                        | -           | -                | -                           | -                                                           |
| 1997 | King Lear                     | Edgar       | Richard Eyre     | Royal National Theatre      | junto a Finbar Lynch, Ian Holm, David Burke y Barbara Flynn |
| 1997 | The Invention of Love         | Housman     | Richard Eyre     | National Theatre            | junto a John Wood                                           |
| 1996 | Long Day's Journey Into Night | Edmund      | Laurence Boswell | Young Vic Theatre           | junto a Richard Johnson, Penelope Wilton y Mark Lambert     |
| 1994 | Design for Living             | Leo         | Sean Mathias     | Donmar Warehouse Theatre    | junto a Rachel Weisz y Clive Owen                           |
| 1990 | Bent                          | Rudi        | -                | National Theatre            | -                                                           |
| 1986 | The Merchant of Venice        | Lorenzo     | -                | RSC Thetare                 | -                                                           |
| 1986 | Much Ado About Nothing        | Claudio     | -                | RSC Thetare                 | -                                                           |
| 1986 | The Orphan                    | Polydore    | -                | Greenwich Theatre           | -                                                           |
| 1984 | A Woman of No Importance      | Gerald      | -                | Glasgow's Citizen's Theatre | -                                                           |
| 1984 | French Knickers               | Milord      | -                | Glasgow's Citizen's Theatre | -                                                           |
| 1984 | La Vie Parisienne             | -           | -                | Glasgow's Citizen's Theatre | -                                                           |
| -    | Bouncers                      | Ralph       | -                | -                           | -                                                           |
| -    | The Government Inspector      | Khylestakov | -                | Compass Theatre             | -                                                           |
| -    | Ghetto                        | Soloman     | -                | -                           | -                                                           |
| -    | Julius Caesar                 | -           | -                | -                           | -                                                           |

## Premios y nominaciones
| Año  | Categoría                             | Premio                         | Película/Obra             | Resultado |
| ---- | ------------------------------------- | ------------------------------ | ------------------------- | --------- |
| 2012 | Special Mention                       | Thriller Prize                 | Eliminate: Archie Cookson | Ganó      |
| 1998 | Best Performance in a Supporting Role | Laurence Olivier Theatre Award | King Lear                 | Nominado  |
| 1996 | Best Actor                            | BAFTA Cymru Award              | The Healer                | Ganó      |